# PC Chip
PC Chip je jedan od tri vodeća računalna časopisa u Hrvatskoj. Do prosinca 2011. izdano je ukupno 200 brojeva. Jubilarni stoti broj izašao je u rujnu 2003., a broj 200 izašao je u prosincu 2011. Trenutačni broj stranica u časopisu je 128.

## Teme
U svakom broju PC Chip obrađuje računalne teme poput recenzija hardvera i softvera, internetskih tema poput ocjenjivanja novih web stranica, sigurnosti na internetu te svemu što je općenito vezano uz internet. Svaki mjesec predstavljaju se te se detaljno recenziraju najnovije računalne igre koje uglavnom pišu Ivan Jurišić te urednik rubrike Igre Gordan Orlić. Svaki mjesec čitatelji mogu postavljati pitanja u vezi računala. Najzanimljivija i najkorisnija pitanja objavljuju se u časopisu, u rubrici Helpdesk, a na pitanja odgovaraju autori PC Chipa. Osim odgovora na pitanja čitatelja u Helpdesku mogu se pronaći raznorazni savjeti u vezi računala, te teme koje prikazuju kako nešto napraviti (npr. napraviti tablicu u Microsoft Excelu ili kako napraviti CSS izbornik za web stranice).
Časopis je bio dugo vremena bio poznat i po rubrici koja se bavi Open Source softverom i Linuxom, no nakon odlaska ljudi koji su vodili tu rubriku ona je nestala.

## Rekoncept/Redizajn
Povodom stotog broja, PC Chip je doživio rekoncept. Neke stare rubrike su ugašene, te zamijenjene novima. PC Chip je od broja 100. imao 224 stranice. Taj broj stranica je održavan jedno vrijeme, ali se nije održao. Uz rekoncept časopis je doživio i redizajn. 

### Daljnja događanja
U broju 146/147 časopis je još jednom redizajniran zbog želje za suvremenijim izgledom. Ankete na njihovim web stranicama pokazivale su da se većini ljudi novi dizajn nije svidio. Taj dizajn održao se jako malo vremena, a novi redizajn najavio je glavni urednik Vlatko Jurić Kokić zbog želje da časopis bude čitljiviji i pregledniji. Novi dizajn predstavljen je u 155. broju. Tada predstavljeni dizajn još uvijek se uz manje izmjene održava, a u 200. broju predstavljen je novi dizajn naslovnice.

## DVD
PC Chip je bio prvi časopis uz koji je redovito dolazio Dual-Layer DVD na kojem su se nalazili brojni programi te demoverzije igara, a znalo se naći i freeware igara. Na svakom DVD-u postojao je sadržaj i za Linux, a često su se pojavljivale i razne distribucije Linuxa. PC Chip je prvi časopis u Hrvatskoj koji je ukinuo bilo kakav medij koji dolazi uz časopis, te sada dolazi bez ikakvog DVD-a.

## Vanjske poveznice
- Službena stranica